# Пекшур
Пекшур — деревня в Увинском районе Удмуртии, входит в Увинское сельское поселение. Находится в 3 км к западу от посёлка Ува и в 100 км к западу от Ижевска.

## Население
| 2010 | 2012 | 2020 |
| ---- | ---- | ---- |
| 6    | 5    | 34   |